# 水越理庸

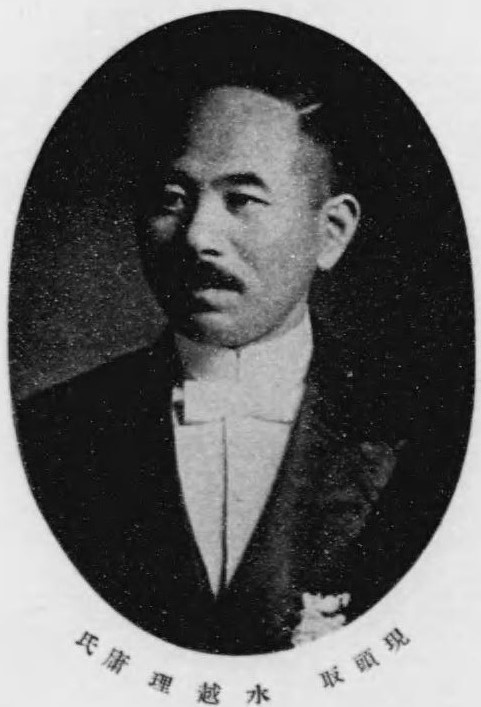
水越理庸

水越 理庸（みずこし りよう、1869年11月14日（明治2年10月11日） - 1925年 （大正14年）6月22日）は、愛知県出身の官僚、実業家。位階および勲等は従四位・勲五等。

## 経歴
- 1869年、愛知県丹羽郡岩倉町（現在の岩倉市）にて出生。
- 1894年、明治法律学校入学。
- 1896年、第一回文官高等試験に合格。明治法律学校を中退し、大蔵省入省。愛媛、松本、松江等に赴任後、金沢税務管理局長、熊本税務監督局長などを歴任。大蔵省内に於いては監査官、書記官等を歴任。
- 1909年、韓国銀行（後の朝鮮銀行）設立と同時に理事に就任。
- 1916年11月24日、北海道拓殖銀行頭取に就任。
- 1922年10月、渡欧し、欧米の財界を視察。
- 1924年、札幌税務監督局長の野村盛康らなどと共に、北海道内の酒造業者などをとりまとめ、合同酒精（現在のオエノンホールディングス）の設立に尽力。
- 1924年8月22日、北海道拓殖銀行の頭取を退任。頭取の在任期間は7年9ヶ月に及んだ。
- 1925年6月22日、死去。55歳没。戒名は高德院殿泰譽哲心乾堂大居士。墓所は谷中霊園。